# Zamarada sicula
Zamarada sicula là một loài bướm đêm trong họ Geometridae.